# Santanachelys
Santanachelys es un género extinto de tortuga marina perteneciente a la familia Protostegidae. La especie tipo, S. gaffneyi fue descrita a partir de un espécimen fósil de 20 centímetros de largo descubierto en 1998 en el este de Brasil. Considerando la capa de roca de la cual fue excavado, se determinó que el espécimen era del Cretácico Inferior, hace unos 110 millones de años.
Aunque el espécimen muestra muchas características típicas de las tortugas marinas modernas, difiere del plan corporal típico de estas en varios aspectos. Una clara diferencia es que Santanachelys tiene dígitos distinguibles en la punta de sus extremidades delanteras. En lugar de estar completamente fusionados como en las actuales aletas hidrodinámicas que poseen las tortugas marinas actuales, los dedos de esta especie antigua estaban diferenciados y eran móviles de manera similar a la de las tortugas de agua dulce y terrestres. Por otra parte, Santanachelys comparte con las especies actuales marinas la presencia de grandes glándulas salinas cerca de sus ojos, las cuales ayudan a excretar el exceso de sal en su cuerpo. Esta es una adaptación a un ambiente marino con una alta salinidad.
Evolutivamente, la morfología de Santanachelys es típica para lo que se espera de una tortuga marina. Se ha señalado que la presencia de aletas aún primitivas con la presencia de glándulas salinas (indicadas por la presencia de forámenes en el cráneo) indican que el retorno a los mares de las tortugas ocurrió antes de que se llevara a cabo el desarrollo de un contorno aerodinámico en las aletas.
Taxonómicamente hablando, Santanachelys ha sido situado en la familia Protostegidae junto a muchos otros tipos de tortugas marinas extintas. Es su miembro más antiguo conocido, así como el miembro más antiguo de la superfamilia de tortugas Chelonioidea. En términos de cladística, es el taxón hermano del resto de los protostégidos posteriores, incluyendo a Protostega y a Notochelone. Como miembro de esta familia, sus parientes más cercanos están incluidos en la familia Dermochelyidae, a la que pertenece la tortuga laúd.
El nombre del género Santanachelys se debe a la Formación Santana, que es la localidad en que se hallaron los fósiles y el término griego chelys, que significa "tortuga". El nombre de la especie, S. gaffneyi es un homenaje a Eugene S. Gaffney, un paleontólogo que se especializó en la filogenia de las tortugas.